# 🇦🇪
🇦🇪' is een Unicode vlagsequentie emoji die gebruikt wordt als regionale indicator voor de Verenigde Arabische Emiraten. De meest gebruikelijke weergave is die van de vlag van de Verenigde Arabische Emiraten, maar op sommige platforms (waaronder Microsoft Windows) ziet men de letters AE.
De vlagsequentie is opgebouwd uit de combinatie van de Regional Indicator Symbols 🇦 (U+1F1E6) en 🇪 (U+1F1EA), tezamen de ISO 3166-1 alpha-2 code AE voor de Verenigde Arabische Emiraten vormend.
Deze emoji is in 2010 geïntroduceerd met de Unicode 6.0-standaard.

## Gebruik

De landsvlag van de UAE

Deze emoji wordt gebruikt als regionale aanduiding voor de Verenigde Arabische Emiraten

## Codering

De Twemoji-implementatie

### Unicode
In Unicode vindt men de 🇦🇪 met de codesequentie U+1F1E6 U+1F1EA (hex).

### Shortcode
Er zijn shortcodes  voor 🇦🇪; in Github kan deze opgeroepen worden met :united_arab_emirates:,  in Slack kan het karakter worden opgeroepen met de code :flag-ae:.